# Henry Enfield Roscoe

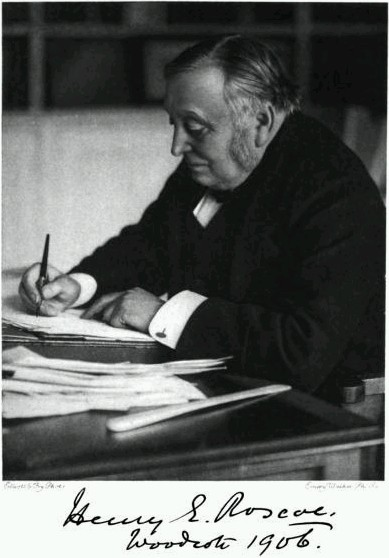
Henry Enfield Roscoe.

Henry Enfield Roscoe, född den 7 januari 1833 i London, död där den 18 december 1915, var en engelsk kemist.
Roscoe studerade vid University College i London samt hos Bunsen i Heidelberg. Han blev 1857 professor i kemi vid Owens College (senare Victoria University) i Manchester, vilken befattning han innehade i 30 år, blev 1887 president i British Association, var 1885–1895 parlamentsledamot och 1896–1909 vice kansler vid universitetet i London. 
Tillsammans med sin lärare Bunsen, vid vilken han var varmt fäst, utförde Roscoe 1855–1862 grundläggande fotokemiska undersökningar. Mest bekant är han för sina utförliga undersökningar (från 1867) över metallen vanadin och dess föreningar. Roscoe författade flera, mycket använda och till många språk (ett par även till svenska) översatta elementarläroböcker i kemi. 
Tillsammans med Schorlemmer utgav han en större handbok i kemi, Treatise on Chemistry (4 band, 1877–1885; ny upplaga bearbetad av Roscoe och Cain 1912); dessutom författade Roscoe A New View of Dalton's Atomic Theory (1896) och Autobiography (1906). Han blev ledamot av Fysiografiska sällskapet i Lund 1888.